# Diócesis de Caloocan
La diócesis de Caloocan o de Kalookan (en latín: Dioecesis Kalookana, en inglés: Roman Catholic Diocese of Kalookan y en tagalo: Diyosesis ng Kalookan) es una circunscripción eclesiástica de la Iglesia católica en Filipinas. Se trata de una diócesis latina, sufragánea de la arquidiócesis de Manila, que tiene al obispo Pablo Virgilio Siongco David como su ordinario desde el 14 de octubre de 2015.

## Territorio y organización
La diócesis tiene 45 km² y extiende su jurisdicción sobre los fieles católicos de rito latino residentes en 3 ciudades de la región de la Capital Nacional: Caloocan (solo la parte meridional), Malabón y Navotas.
La sede de la diócesis se encuentra en la ciudad de Caloocan (o Kalookan), en donde se halla la Catedral de San Roque.
En 2019 en la diócesis existían 31 parroquias.

## Historia
La diócesis fue erigida el 28 de junio de 2003 con la bula Quoniam quaelibet Ecclesia del papa Juan Pablo II, obteniendo el territorio de la arquidiócesis de Manila.

## Estadísticas
De acuerdo al Anuario Pontificio 2020 la diócesis tenía a fines de 2019 un total de 1 152 160 fieles bautizados.
| Año                                                                             | Población            | Población | Población      | Sacerdotes | Sacerdotes    | Sacerdotes    | Bautizados por sacerdote | Diáconos permanentes | Religiosos | Religiosos | Parroquias |
| Año                                                                             | Bautizados católicos | Total     | % de católicos | Total      | Clero secular | Clero regular | Bautizados por sacerdote | Diáconos permanentes | Varones    | Mujeres    | Parroquias |
| ------------------------------------------------------------------------------- | -------------------- | --------- | -------------- | ---------- | ------------- | ------------- | ------------------------ | -------------------- | ---------- | ---------- | ---------- |
| 2003                                                                            | 1 099 270            | 1 221 412 | 90.0           | 40         | 26            | 14            | 27 481                   |                      | 14         | 33         | 26         |
| 2004                                                                            | 1 090 108            | 1 221 404 | 89.3           | 54         | 37            | 17            | 20 187                   |                      | 20         | 46         | 26         |
| 2006                                                                            | 1 121 000            | 1 254 000 | 89.4           | 42         | 21            | 21            | 26 690                   |                      | 21         | 53         | 26         |
| 2011                                                                            | 1 200 334            | 1 348 689 | 89.0           | 43         | 22            | 21            | 27 914                   |                      | 21         | 49         | 26         |
| 2013                                                                            | 1 173 422            | 1 269 243 | 92.5           | 42         | 21            | 21            | 27 938                   |                      | 21         | 49         | 26         |
| 2016                                                                            | 1 133 610            | 1 273 609 | 89.0           | 49         | 26            | 23            | 23 134                   |                      | 23         | 49         | 26         |
| 2019                                                                            | 1 152 160            | 1 295 000 | 89.0           | 63         | 37            | 26            | 18 288                   |                      | 26         | 49         | 31         |
| Fuente: Catholic-Hierarchy, que a su vez toma los datos del Anuario Pontificio. |                      |           |                |            |               |               |                          |                      |            |            |            |

## Episcopologio
- Deogracias Soriano Iñiguez (28 de junio de 2003-25 de enero de 2013 renunció)
  - Sede vacante (2013-2015)[4]
- Pablo Virgilio Siongco David, desde el 14 de octubre de 2015